# Onagràcies

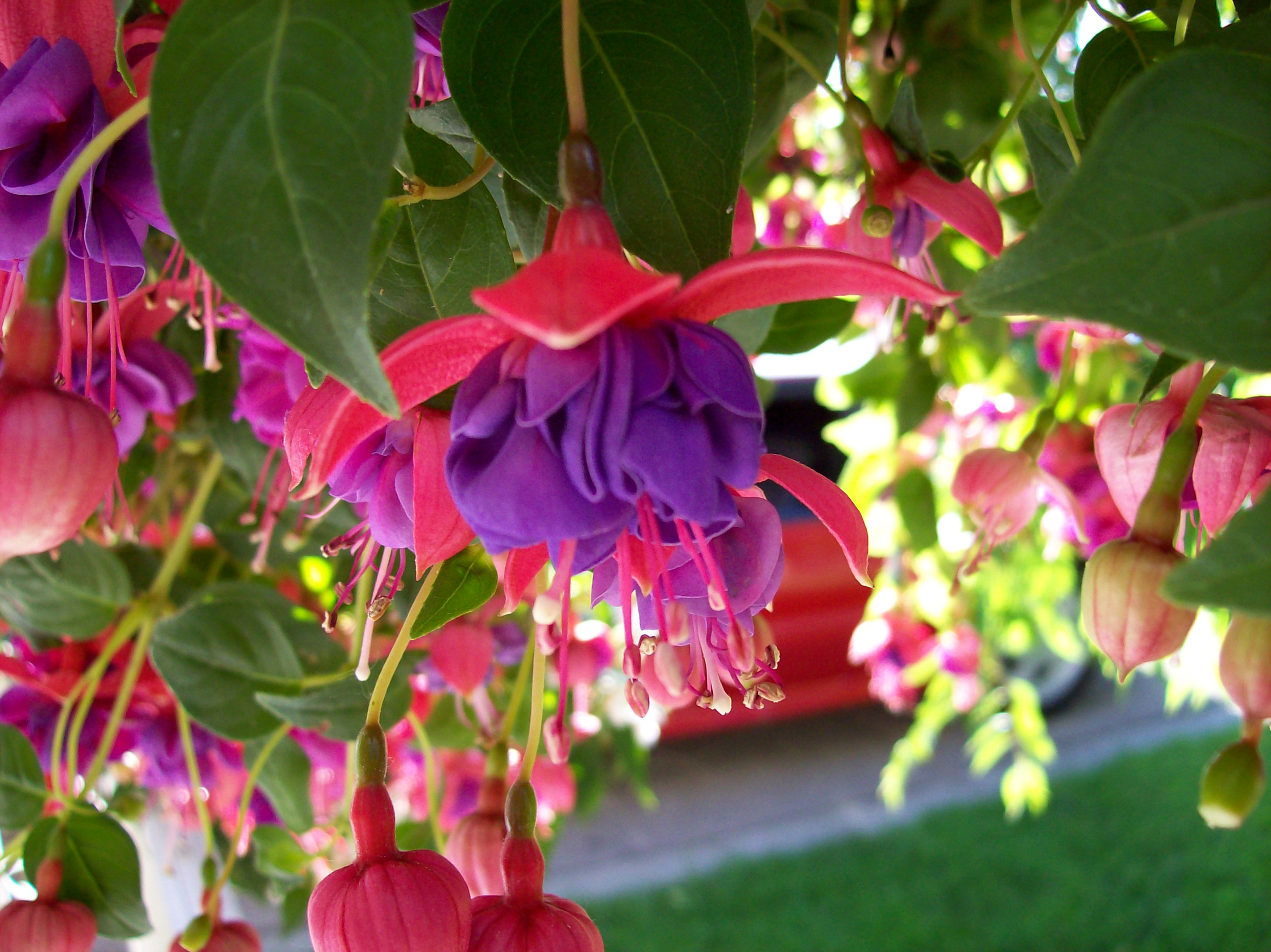
Flors de la fúcsia.

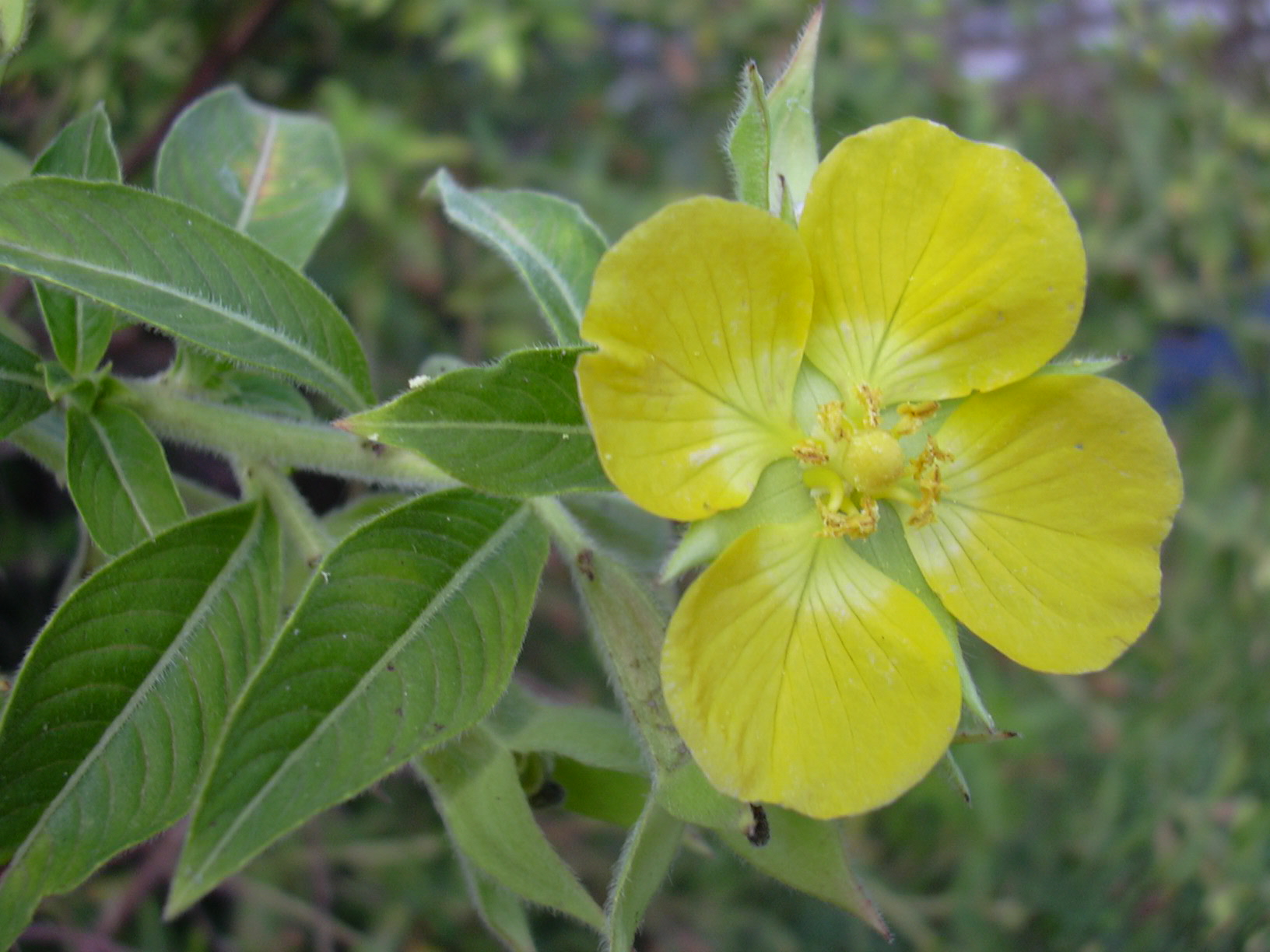
Ludwigia peruviana

Les onagràcies (Onagraceae), són una família de plantes amb flors de l'ordre de les mirtals. El nom d'aquesta família prové del gènere Onagra, el qual actualment es coneix sota el nom d'Oenothera.
La família és de distribució cosmopolita.
Les espècies d'onagràcies adopten forma herbàcia, arbustiva i arbòria. La família inclou un gran nombre de plantes ornamentals com la bella de nit i la fúcsia. Les espècies del gènere Epilobium són considerades com a males herbes.
Als Països Catalans es presenten com autòctons els gèneres següents: Ludwigia, Oenothera, Epilobium i Circaea.

## Etimologia
El gènere Onagra (grec antic "menjar de ruc salvatge") dona nom a la família de les Onagraceae. El nom "Onagra" fou utilitzat per primer cop en botànica el 1587 pel fet que aquestes plantes de fulla comestible agradaven molt al ruc salvatge o hemió.

## Gèneres
Hi ha uns 20-24 gèneres distribuïts en unes 640-650 espècies: 
- Calylophus
- Camissonia
- Circaea
- Clarkia
- Epilobium
- Eucharidium
- Fuchsia
- Gaura
- Gayophytum
- Gongylocarpus
- Hauya
- Hemifuchsia
- Heterogaura
- Isnardia
- Jussiaea
- Lopezia
- Ludwigia
- Megacorax
- Oenothera
- Stenosiphon
- Xylonagra